# Pierre Avoi
La Pierre Avoi est un sommet des Alpes valaisannes, dans le canton du Valais en Suisse. Elle culmine à 2 473 m d'altitude et constitue un but classique de randonnée à partir de Verbier.

## Toponymie
Selon la commune de Saxon, Avoi est issu du dialecte régional avouè qui signifie « aigu ». Par la suite, certains cartographes auraient repris le nom en y ajoutant un -r final afin de donner du sens en français, d'où la forme Pierre à voir, erreur qui perdure encore sur certaines cartes.
Une seconde hypothèse est émise. Les oronymes appartiennent aux plus vieilles couches de noms. La plupart du temps, ils sont d'origine celte ou indo-européenne. Si Avoi est un mot de langue celtique, il signifie « ancêtre ». La pierre Avoi signifirait donc « la pierre d'ancêtre ». Elle ressemble à un mégalithe. Selon certains archéologues, chez les peuples traditionnels, les mégalithes avaient entre autres pour fonction de commémorer les ancêtres. Sur la commune de Sallanches en Haute-Savoie (France) une pierre à Voix a la même caractéristique.

## Géographie
La Pierre Avoi est située au sud de Saxon. Dominant la vallée du Rhône et Martigny, elle est constituée d'une dent rocheuse distincte de la crête et orientée vers le nord-ouest.
Le sommet est accessible par le côté sud-est aux randonneurs non sujets au vertige grâce à des équipements (échelles, chaînes). Malgré cela, l'accès reste délicat lorsque le rocher est mouillé. Au sommet, se trouvent un cairn et une croix de bois. Les parois et en particulier la façade nord-ouest sont sillonnés de voies d'escalade.
Le panorama est étendu sur le massif du Mont-Blanc, le Grand Combin, Verbier, le val de Bagnes et la vallée du Rhône.

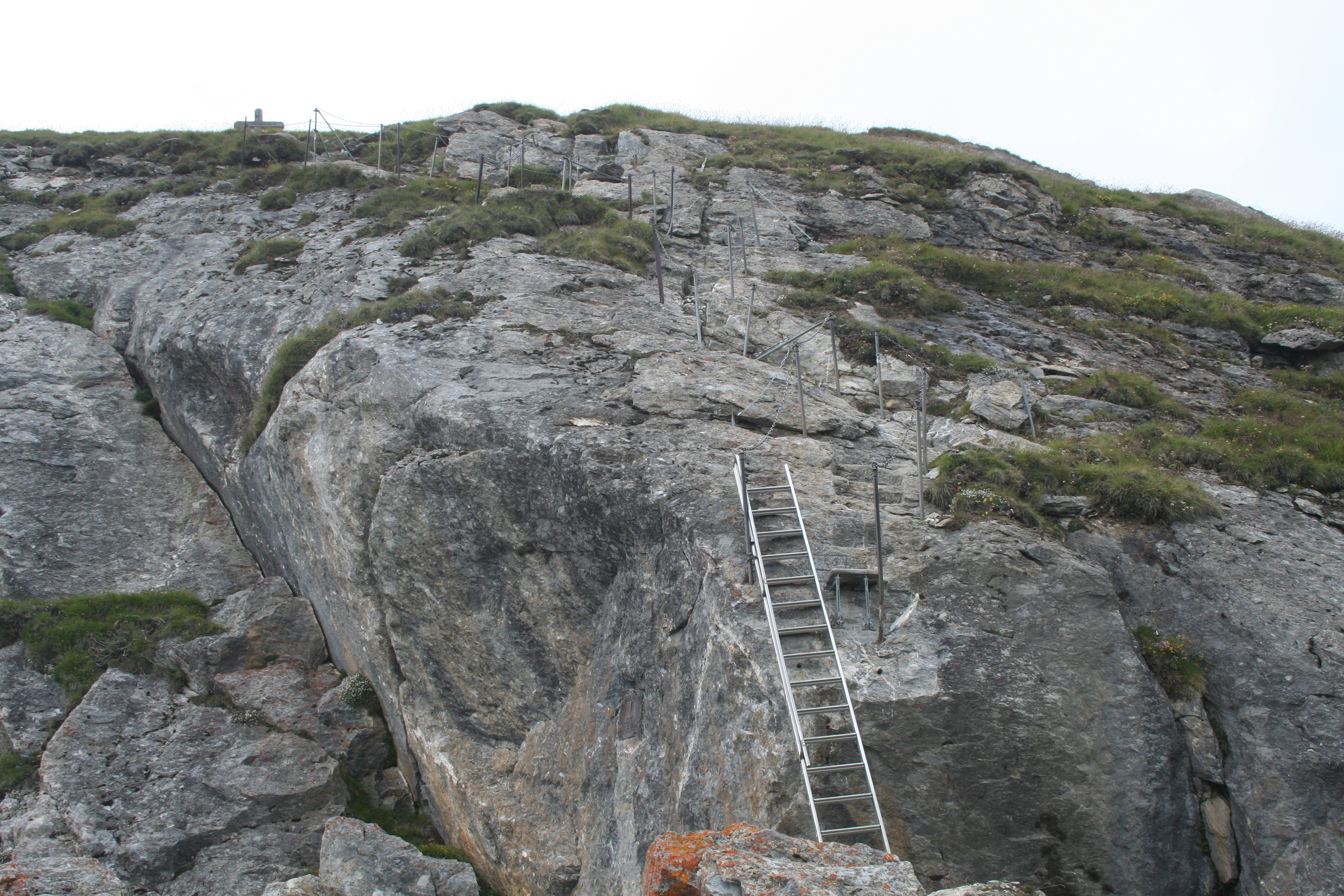
Échelles d'accès sur le côté sud-est.
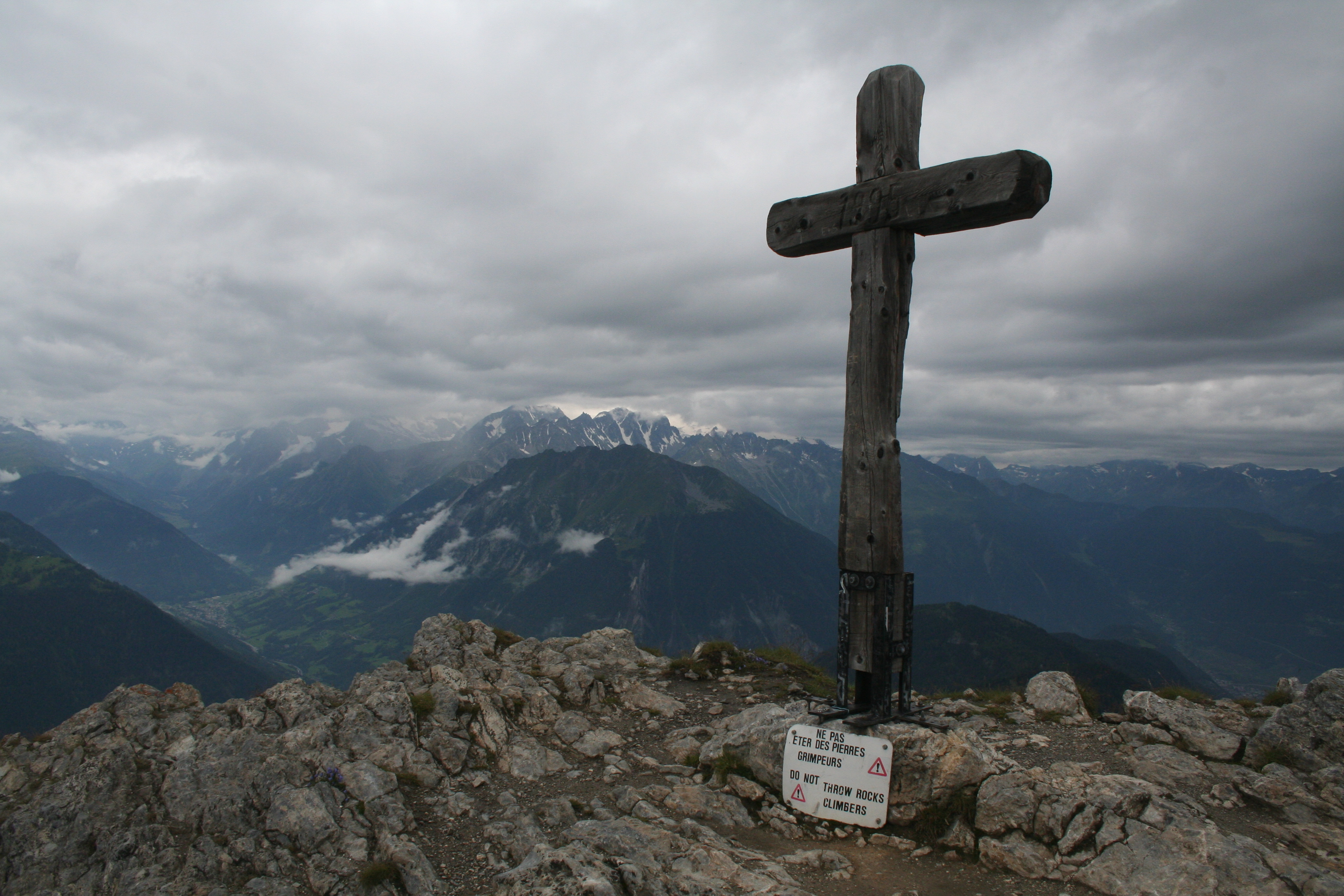
Croix du sommet.
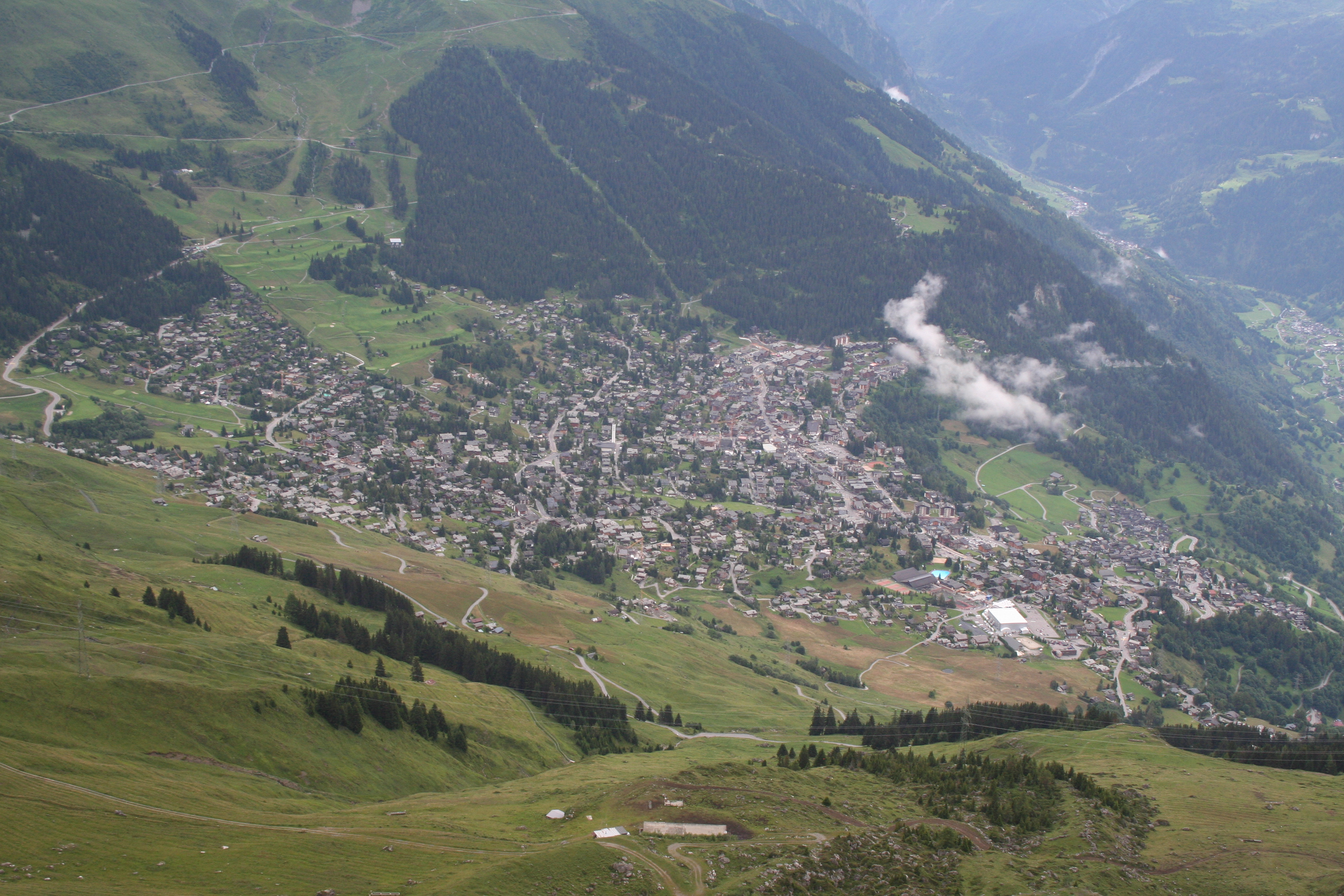
Vue sur Verbier.
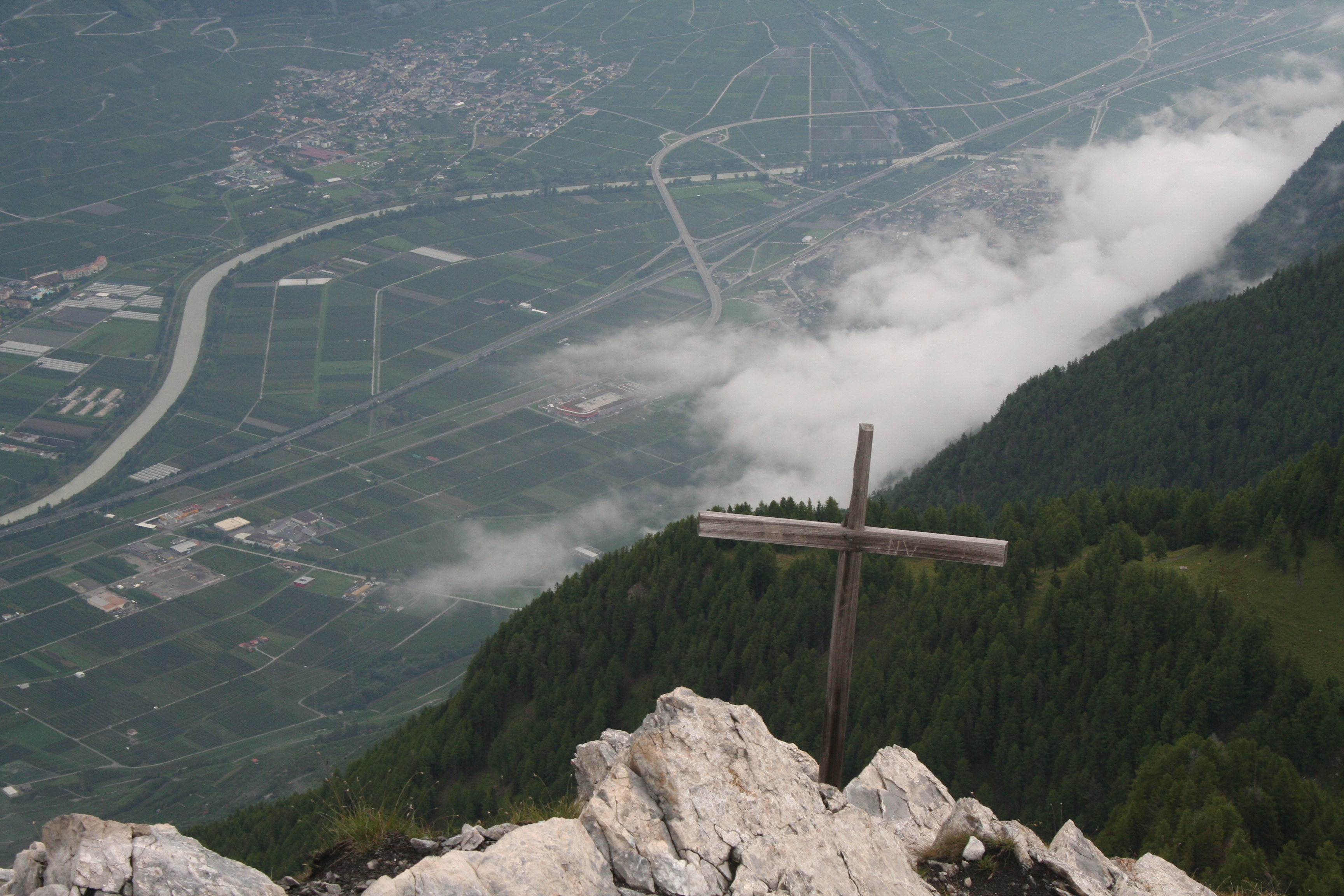
Vue sur la vallée du Rhône.